# 郡司彰
郡司 彰（ぐんじ あきら、1949年〈昭和24年〉12月11日 ‐ ）は、日本の政治家。立憲民主党所属。
参議院議員（4期）、農林水産大臣（第53代）、農林水産副大臣（鳩山由紀夫内閣・菅直人内閣）、民進党参議院議員会長、民主党参議院議員会長・参議院国会対策委員長・茨城県連代表、参議院副議長（第31代）、参議院環境委員長・行政監視委員長・東日本大震災復興特別委員長、立憲民主党常任顧問等を歴任した。

## 来歴
茨城県水戸市生まれ。1968年に茨城県立高萩高等学校を卒業し、明治学院大学社会学部に入学。1970年に明治学院大学を中退し、伊勢甚に入社。1989年、全国農林漁業団体職員労働組合連合（全国農団労）結成に参加し、書記次長に就任。その後も労働組合運動に従事し、全国農団労副委員長、茨城県農協労働組合連合書記長、日本労働組合総連合会茨城県連合会執行委員等の役職を歴任した。
1998年7月、第18回参議院議員通常選挙に民主党公認で茨城県選挙区（定数2）から出馬。得票数で自由民主党新人の久野恒一、自由民主党現職の野村五男を上回り、同区トップで初当選した（久野は当選、野村は次点で落選）。2004年の第20回参議院議員通常選挙では、得票数で自民党現職の岡田広を下回るも、得票数2位で再選。同年、参議院環境委員長に就任。2006年から民主党参議院国会対策委員長、2007年から参議院農林水産委員長をそれぞれ務める。2007年の新潟県中越沖地震の発生に際しては、民主党に設置された震災対策本部の副本部長に就任。
2009年、鳩山由紀夫内閣で農林水産副大臣に任命され、菅直人内閣まで務める。2010年7月、第22回参議院議員通常選挙に民主党公認で茨城県選挙区から出馬し、得票数2位で3選。なおこの選挙で、民主党は茨城県選挙区の2議席の独占を目論み、郡司、新人の長塚智広を擁立。郡司は当選したが、長塚は次点で落選した。
2012年6月、野田第2次改造内閣で農林水産大臣に任命され、初入閣した。農水相就任に際し、それまで務めていた民主党茨城県連代表を辞任。同年10月、野田第3次改造内閣で農林水産大臣に再任。同年12月、野田内閣の総辞職により農水相を退任した。
2013年8月、民主党の参議院議員会長選挙に出馬。選挙戦では輿石東をはじめ、桜井充や加藤敏幸らの支援を受け、投票では33票を獲得。24票を獲得した北澤俊美元防衛大臣を破り、参院議員会長に選出された。2014年8月、民主党参院議員会長に無投票で再選。2016年7月、第24回参議院議員通常選挙に民進党公認で茨城県選挙区から出馬し、得票数2位で4選。2016年8月1日に召集された第191臨時国会で、参議院副議長に選出され、同日就任した。
2018年5月に民進党と希望の党が合流する形で結成された国民民主党には参加しない意向から直前に民進党を離党した。また、民進党から国民民主党への移行の際に17名の参議院議員が会派から退会したため、公明党が参議院第2会派に浮上したが、公明党は副議長ポストを要求しなかったため、引き続き郡司が副議長を務めることとなった。
2019年8月1日に副議長を退任。その後当面無所属で活動すると共に立憲民主党会派に入会した。
2020年8月24日、旧立憲民主党と旧国民民主党は、2つの無所属グループを加えた形で合流新党を結成することで合意した。同年9月10日に行われた新「立憲民主党」の代表選挙では泉健太の推薦人に名を連ねた。
2021年11月15日、記者会見を開き、年齢などを考慮して第26回参議院議員通常選挙に立候補せず、政界を引退する意向を表明した。
2022年11月3日、秋の受勲にて旭日大綬章を受章した。

## 政策・主張
日本国憲法
2016年1月28日の参議院本会議における代表質問では「（同年夏の）参院選では（安倍晋三）首相による改憲に必要な3分の2の獲得を阻止する」と述べ、日本国憲法の改正への反対を掲げる一方、3月20日にはNHKの討論番組で「憲法を不磨の大典として飾っておくものではない、というのが共通の理解だ」と述べ、憲法改正論議そのものには前向きな見解を示した。
国旗・国歌
1999年、国旗及び国歌に関する法律案の参議院本会議における採決で反対票を投じた。
静岡空港
2003年、静岡空港建設反対の国会議員署名活動で署名者に加わっている。
環太平洋戦略的経済連携協定
日本の環太平洋戦略的経済連携協定（TPP）への参加には、農林水産大臣の前任者である鹿野道彦同様に慎重な立場を取っている。農水相就任以前に発足した、TPPを慎重に考える会の副会長も務めていた。
選択的夫婦別姓制度
選択的夫婦別姓制度に対しては賛否を明らかにしていない。

## 所属団体・議員連盟
- たばこ産業政策議員連盟（顧問）[21]
- TPPを慎重に考える会